# 安祖路·加比爾
安祖路·加比爾·波基斯·達馬辛奴（2004年12月21日—）通稱安祖路（Ângelo）是一名巴西職業足球員，司職前鋒，現效力於沙特职业足球联赛球隊艾納斯。

## 球會生涯

### 山度士

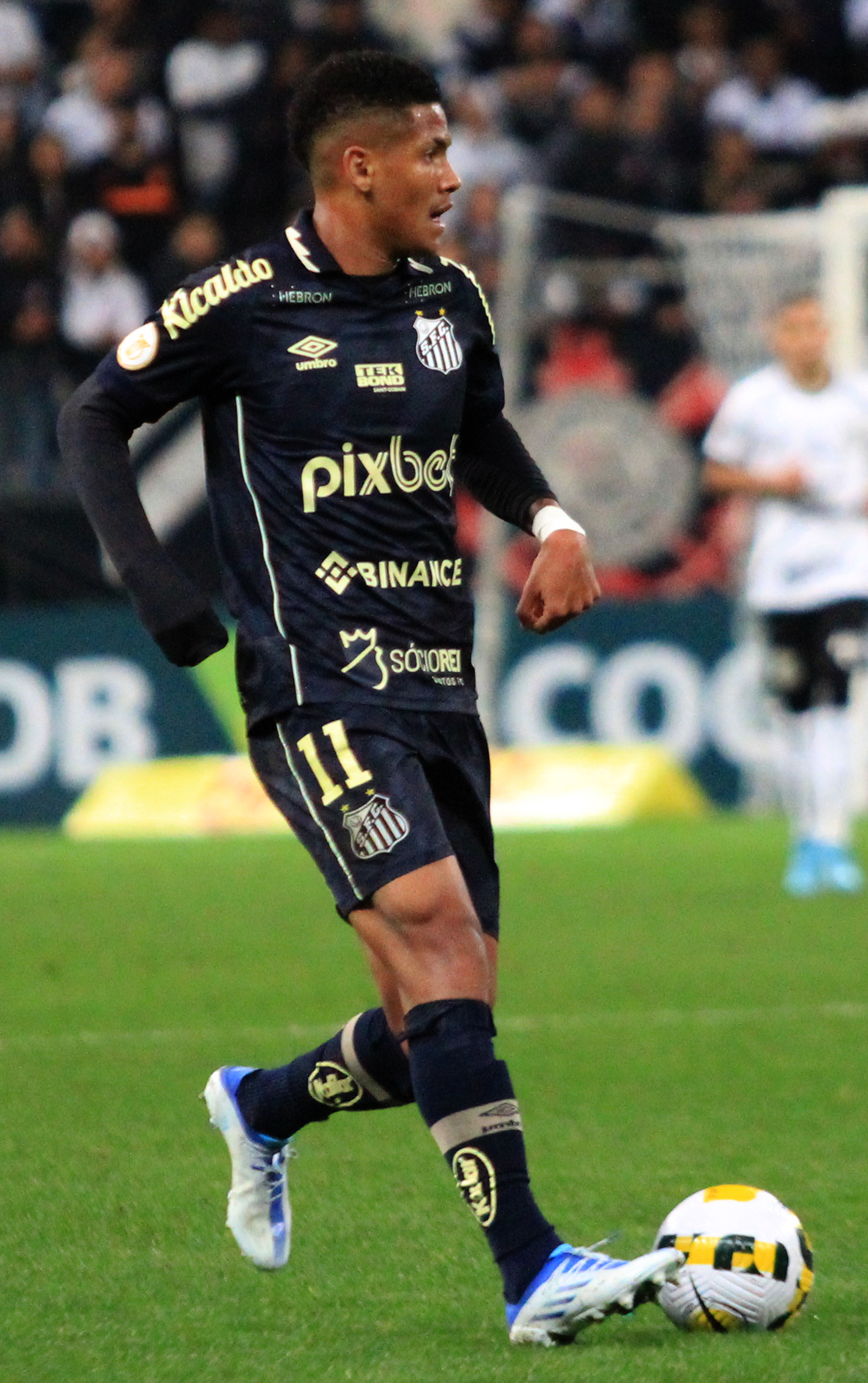
安祖路於2022年為山度士上陣

安祖路出生於巴西首都巴西利亞，10歲時加入山度士的青訓學院。2020年7月，安祖路以15歲之齡開始為球會的U20梯隊上陣，並於同年10月被球會領隊庫卡提拔到一隊。
2020年10月23日，安祖路與山度士簽下首張職業合約，合約將於安祖路的16歲生日後生效。10月25日，安祖路在對陣富明尼斯的巴甲比賽中後備上陣，完成職業生涯地標戰，球隊以1–3敗北。
2021年3月9日，安祖路首次在南美自由盃上陣，以正選身分協助球隊在主場以2–1擊敗拉臘體育會，成為山度士最年輕的南美自由盃球員。同年4月6日，安祖路於對陣聖羅倫素的南美自由盃比賽射入職業生涯首個入球，協助球隊以3–1擊敗對手，以16歲3個月又16日之齡成為南美自由盃史上最年輕的入球球員。
安祖路於2021年12月10日與山度士續約至2024年12月。

### 車路士
2023年7月16日，車路士宣布簽入安祖路，轉會費據報約1500萬歐元。

#### 外借斯特拉斯堡
2023年8月8日，安祖路被外借到法甲球會斯特拉斯堡至季尾。他在對陣里昂的聯賽比賽中上演地標戰，協助球隊以2–1勝出。同年9月24日，他在對陣梅斯的打吡戰助攻了比賽的唯一入球，斯特拉斯堡以1–0勝出。他在10月獲選為球會9月的最佳球員和法甲9月最佳年青球員。

## 國家隊生涯
2019年11月，安祖路代表巴西U15參加南美洲U15足球錦標賽。
2020年10月，安祖路以15歲之齡被巴西U17徵召，但由於訓練營內爆發2019冠状病毒病，安祖路在內的六位球員被感染，原定的友誼賽被迫取消。

## 生涯統計
最後更新：2023年6月28日
| 效力球會           | 球季     | 聯賽     | 聯賽 | 聯賽 | 州聯賽 | 州聯賽 | 國家盃賽 | 國家盃賽 | 聯賽盃賽 | 聯賽盃賽 | 洲際比賽 | 洲際比賽 | 總計 | 總計 |
| 效力球會           | 球季     | 聯賽     | 上陣 | 入球 | 上陣   | 入球   | 上陣     | 入球     | 上陣     | 入球     | 上陣     | 入球     | 上陣 | 入球 |
| ------------------ | -------- | -------- | ---- | ---- | ------ | ------ | -------- | -------- | -------- | -------- | -------- | -------- | ---- | ---- |
| 山度士             | 2020     | 巴甲     | 9    | 0    | —      | —      | 0        | 0        | —        | —        | 0        | 0        | 9    | 0    |
| 山度士             | 2021     | 巴甲     | 19   | 0    | 9      | 0      | 5        | 0        | —        | —        | 9        | 1        | 42   | 1    |
| 山度士             | 2022     | 巴甲     | 27   | 1    | 10     | 0      | 5        | 1        | —        | —        | 4        | 0        | 46   | 2    |
| 山度士             | 2023     | 巴甲     | 12   | 2    | 9      | 0      | 6        | 0        | —        | —        | 5        | 0        | 32   | 2    |
| 車路士             | 2023–24  | 英超     | 0    | 0    | —      | —      | 0        | 0        | —        | —        | 0        | 0        | 0    | 0    |
| 斯特拉斯堡（外借） | 2023–24  | 法甲     | 21   | 0    | —      | —      | 3        | 0        | 0        | 0        | —        | —        | 24   | 0    |
| 生涯總計           | 生涯總計 | 生涯總計 | 88   | 3    | 28     | 0      | 19       | 1        | 0        | 0        | 18       | 1        | 153  | 5    |

1. ↑  其中八場南美自由盃，一場南美球會盃
2. ↑  於南美自由盃賽事入球。
3. 1 2  於南美球會盃賽事上陣。

## 外部連結
- 山度士官網的球員檔案 （页面存档备份，存于） （巴西葡萄牙語）